# Colombia op de Olympische Zomerspelen 1984
Colombia nam deel aan de Olympische Zomerspelen 1984 in Los Angeles, Verenigde Staten. Het was de elfde deelname van het Zuid-Amerikaanse land.

## Medailleoverzicht
| Sport       | Olympiër           | Discipline            | Medaille |
| ----------- | ------------------ | --------------------- | -------- |
| Schietsport | Helmut Bellingrodt | 50m bewegend doel (m) | Zilver   |

## Deelnemers en resultaten per onderdeel

### Atletiek
| Olympiër             | Discipline            | Resultaat | Prestatie                 |
| -------------------- | --------------------- | --------- | ------------------------- |
| Manuel Ramírez       | 200m (m)              | 44e       | serie 7: 4de in 21,71     |
| Manuel Ramírez       | 400m (m)              | 44e       | serie 3: 4de in 47,17     |
| Domingo Tibaduiza    | 10000m (m)            | 28e       | serie 3: 11de in 29.07,19 |
| Domingo Tibaduiza    | marathon (m)          | DNF       | niet gefinisht            |
| Héctor José Moreno   | 20km snelwandelen (m) | 12e       | 1:27.12                   |
| José Querubin Moreno | 20km snelwandelen (m) | 9e        | 1:26.04                   |
| Francisco Vargas     | 20km snelwandelen (m) | 18e       | 1:28.46                   |
| José Querubin Moreno | 50km snelwandelen (m) | DNF       | niet gefinisht            |

### Boksen
| Olympiër         | Discipline | Resultaat | Prestatie |
| ---------------- | ---------- | --------- | --- |
| Francis Tejedor  | -48kg (m)  | 9e        | 1ste ronde: vrij 2de ronde: V van JPN Kuroiwa: 1-4                                                                                           |
| Alvaro Mercado   | -51kg (m)  | 9e        | 1ste ronde: W van ESP Gomez: 4-1 2de ronde: V van KEN Bilali: 1-4                                                                            |
| Robinson Pitalúa | -54kg (m)  | 5e        | 1ste ronde: vrij 2de ronde: W van BIZ Dyer: scheidsrechterlijke beslissing 3de ronde: W van PAK Khan: 5-0 kwartfinale: V van ITA Stecca: 0-5 |
| Rafael Zuñiga    | -57kg (m)  | 9e        | 1ste ronde: vrij 2de ronde: W van PUR Fernandez: scheidsrechterlijke beslissing 3de ronde: V van NGR Konyegwachie: 1-4                       |
| Hernán Gutiérrez | -60kg (m)  | 17e       | 1ste ronde: W van MAR Fadli: 5-0 2de ronde: V van AUS Cornett: 0-5                                                                           |

### Boogschieten
| Olympiër        | Discipline      | Resultaat | Prestatie                                                                              |
| --------------- | --------------- | --------- | -------------------------------------------------------------------------------------- |
| Juan Echavarría | individueel (m) | 41e       | 1ste ronde: 45ste met 1176 punten 2de ronde: 36ste met 1203 punten totaal: 2379 punten |

### Gewichtheffen
| Olympiër         | Discipline | Resultaat | Prestatie                                                        |
| ---------------- | ---------- | --------- | ---------------------------------------------------------------- |
| Oscar Penagos    | -52kg (m)  | 14e       | trekken: 13de met 90kg stoten: 13de met 115kg totaal: 205kg      |
| Antonio Quintana | -52kg (m)  | 13e       | trekken: 13de met 90kg stoten: 10de met 117,5kg totaal: 207,5kg  |
| Nicolas Mercado  | -56kg (m)  | 12e       | trekken: 13de met 100kg stoten: 11de met 130kg totaal: 230kg     |
| Oscar Palma      | -60kg (m)  | 13e       | trekken: 14de met 110kg stoten: 13de met 135kg totaal: 245kg     |
| Gilberto Mercado | -75kg (m)  | 14e       | trekken: 13de met 135kg stoten: 15de met 167,5kg totaal: 302,5kg |

### Schietsport
| Olympiër            | Discipline                 | Resultaat | Prestatie                       |
| ------------------- | -------------------------- | --------- | ------------------------------- |
| German Carrasquilla | 10m luchtgeweer (m)        | 42e       | 560 punten: (92-94-96-94-95-89) |
| Mario Clopatofsky   | 50m geweer 3 houdingen (m) | 44e       | 1100 punten: (383-367-350)      |
| Alfredo González    | 25m snelvuurpistool (m)    | 29e       | 579 punten: (284-295)           |
| Bernardo Tovar      | 25m snelvuurpistool (m)    | 8e        | 590 punten: (296-294)           |
| Helmut Bellingrodt  | 50m bewegend doel (m)      | Zilver    | 584 punten: (293-291)           |
| Horst Bellingrodt   | 50m bewegend doel (m)      | 11e       | 574 punten: (291-283)           |
|                     |                            |           |                                 |
| Alejandra Hoyos     | 10m luchtgeweer (v)        | 26e       | 373 punten: (94-91-93-95)       |
| Gloria López        | 10m luchtgeweer (v)        | 30e       | 370 punten: (90-94-93-93)       |
| Elvira Salazar      | 25m pistool (v)            | 21e       | 565 punten: (94-94-97-94-88-98) |
|                     |                            |           |                                 |
| Carlos Mazo         | skeet                      | 47e       | 181 punten                      |
| Jorge Molina        | skeet                      | 7e        | 194 punten                      |
| Gustavo García      | trap                       | 56e       | 167 punten                      |
| Alonso Morales      | trap                       | 57e       | 166 punten                      |

### Wielersport
| Olympiër          | Discipline                    | Resultaat | Prestatie                                                                                |
| Baan              | Baan                          | Baan      | Baan                                                                                     |
| ----------------- | ----------------------------- | --------- | ---------------------------------------------------------------------------------------- |
| Hugo Daya         | sprint (m)                    | 25e       | 1ste ronde serie 9: 2de 1ste ronde herkansingen: 2de 1ste ronde herkansingen finale: 2de |
| Balbino Jaramillo | individuele achtervolging (m) | 28e       | kwalificatie: 28ste in 5.04,27                                                           |
| William Palacios  | individuele achtervolging (m) | 23e       | kwalificatie: 23ste in 5.01,17                                                           |
| Balbino Jaramillo | puntenkoers (m)               | 13e       | serie 1: 2de met 4 punten finale: 13de met 12 punten (op 2 ronden)                       |
| William Palacios  | puntenkoers (m)               | 15e       | serie 1: 5de met 11 punten (op 1 ronde) finale: 15de met 9 punten (op 2 ronden)          |
| Weg               |                               |           |                                                                                          |
| Rogelio Arango    | wegwedstrijd (m)              | DNF       | niet gefinisht                                                                           |
| Carlos Jaramillo  | wegwedstrijd (m)              | 52e       | 5:22.17                                                                                  |
| Néstor Mora       | wegwedstrijd (m)              | 8e        | 5:01.16                                                                                  |
| Fabio Parra       | wegwedstrijd (m)              | 21e       | 5:06.45                                                                                  |

### Worstelen
| Olympiër       | Discipline  | Resultaat   | Prestatie                                                                       |
| Vrije stijl    | Vrije stijl | Vrije stijl | Vrije stijl                                                                     |
| -------------- | ----------- | ----------- | ------------------------------------------------------------------------------- |
| Romelio Salas  | -74kg (m)   | 13e         | groep A: 7de W van EGY Hamad: 3-1 V van FIN Rauhala: 0-4 V van USA Schultz: 0-4 |
| Grieks-Romeins |             |             |                                                                                 |
| Romelio Salas  | -74kg (m)   | 13e         | groep B: 7de V van EGY Hamad: 1-3 V van YUG Kasap: 0-4                          |

### Zwemmen
| Olympiër       | Discipline          | Resultaat | Prestatie                                            |
| -------------- | ------------------- | --------- | ---------------------------------------------------- |
| Pablo Restrepo | 100m schoolslag (m) | 12e       | serie 6: 2de in 1.04,44 finale B: 4de in 1.04,79     |
| Pablo Restrepo | 200m schoolslag (m) | 6e        | serie 5: 1ste in 2.19,77 finale: 6de in 2.18,96 (NR) |
| Pablo Restrepo | 200m wisselslag (m) | 15e       | serie 4: 4de in 2.08,12 finale B: 7de in 2.08,35     |

Algerije · Amerikaanse Maagdeneilanden · Andorra · Antigua en Barbuda · Argentinië · Australië · Bahama’s · Bahrein · Bangladesh · Barbados · België · Belize · Benin · Bermuda · Bhutan · Birma · Bolivia · Bondsrepubliek Duitsland · Botswana · Brazilië · Britse Maagdeneilanden · Canada · Centraal-Afrikaanse Republiek · Chili · China · Chinees Taipei · Colombia · Congo-Brazzaville · Costa Rica · Cyprus · Denemarken · Djibouti · Dominicaanse Republiek · Ecuador · Egypte · El Salvador · Equatoriaal-Guinea · Fiji · Filipijnen · Finland · Frankrijk · Gabon · Gambia · Ghana · Grenada · Griekenland · Groot-Brittannië · Guatemala · Guinee · Guyana · Haïti · Honduras · Hongkong · Ierland · IJsland · India · Indonesië · Irak · Israël · Italië · Ivoorkust · Jamaica · Japan · Joegoslavië · Jordanië · Kaaimaneilanden · Kameroen · Kenia · Koeweit · Lesotho · Libanon · Liberia · Liechtenstein · Luxemburg · Madagaskar · Malawi · Maleisië · Mali · Malta · Marokko · Mauritanië · Mauritius · Mexico · Monaco · Mozambique · Nederland · Nederlandse Antillen · Nepal · Nicaragua · Nieuw-Zeeland · Niger · Nigeria · Noord-Jemen · Noorwegen · Oeganda · Oman · Oostenrijk · Pakistan · Panama · Papoea-Nieuw-Guinea · Paraguay · Peru · Portugal · Puerto Rico · Qatar · Roemenië · Rwanda · Salomonseilanden · Samoa · San Marino · Saoedi-Arabië · Senegal · Seychellen · Sierra Leone · Singapore · Soedan · Somalië · Spanje · Sri Lanka · Suriname · Swaziland · Syrië · Tanzania · Thailand · Togo · Tonga · Trinidad en Tobago · Tsjaad · Tunesië · Turkije · Uruguay · Venezuela · Verenigde Arabische Emiraten · Verenigde Staten · Zaïre · Zambia · Zimbabwe · Zuid-Korea · Zweden · Zwitserland